# どん亭
どん亭（どんてい）は、牛丼をメイン商品とする外食チェーンストア。株式会社富士達が経営する。
店舗数は2025年4月1日現在でFCが3店。同社が経営する焼肉チェーン店の七輪焼肉安安についても後述する。

## 主なメニュー
- 牛丼
- キムチ牛丼
- 牛丼セット
- 牛皿
- カレーライス
- 牛丼カレー
- カツカレー
- カツ丼
- ソースカツ丼

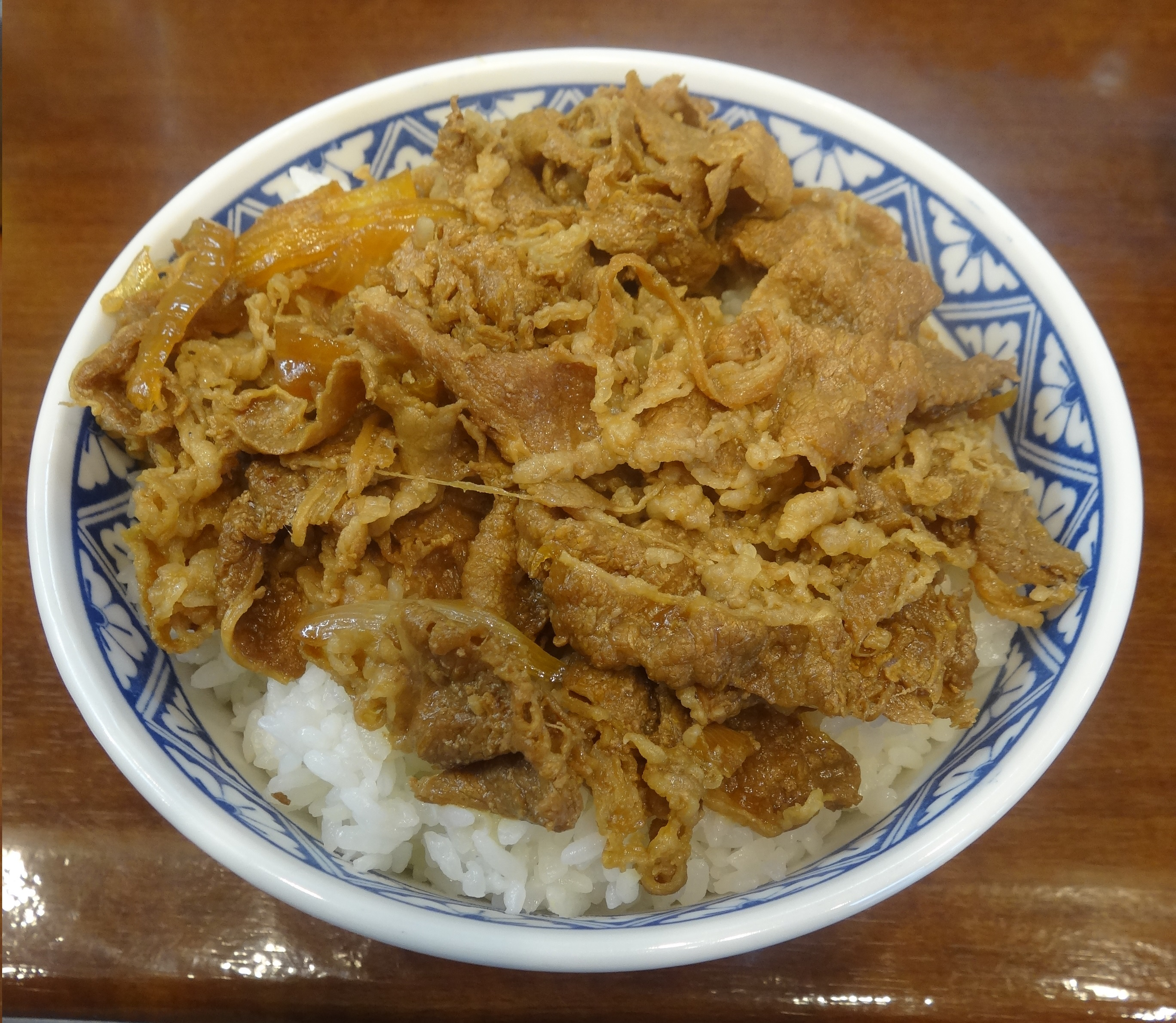
牛丼

- どん亭スペシャル（牛丼の具、カレー、豚カツがご飯にのったもの）

- 豚カツ定食
- 唐揚定食
- アジフライ定食
- メンチカツ定食
- 生姜焼き定食
- 鶏モモ鉄板焼き定食
- コンボ丼（牛丼と豚カツ）
- ジャンボチキンカツカレー

- 沖縄そば
- 軟骨そば
- ゆし豆腐そば
- もやしナムルそば
- 沖縄そばセット
- 唐揚南蛮丼
- 豚カツ南蛮丼
- もやしナムル牛丼
- ゆし豆腐

## 店舗

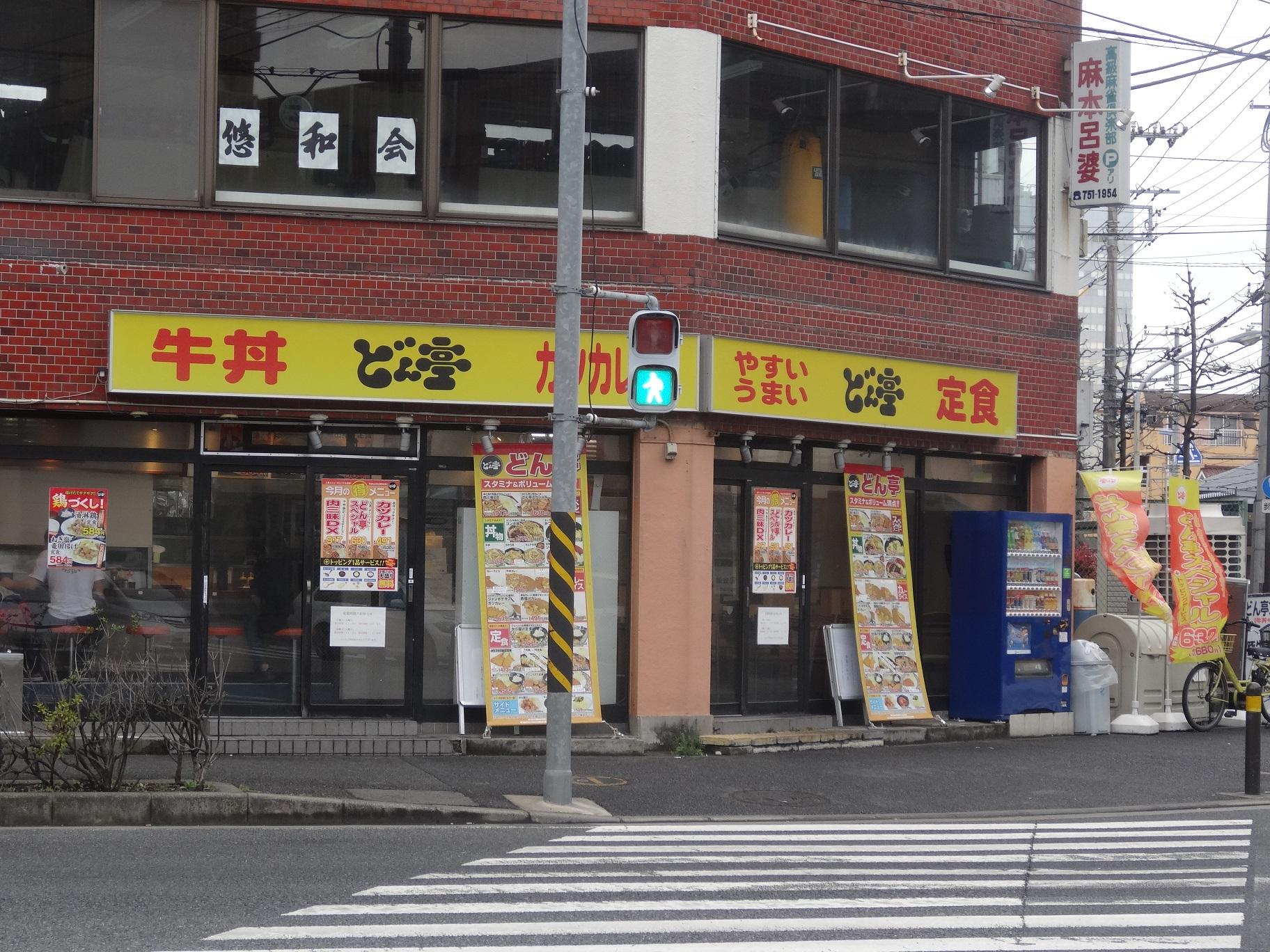
店舗外観（新城店）

沖縄県3店舗

- 牧志店
- 国際通り安里店
- 豊見城店(2023年3月1日開店)

### 閉店した店舗
関東地区
- 高田馬場店 （明治通りと早稲田通りの交差点南西角近く）
- 国領店 京王線国領駅南口、パチンコ球殿(後にUSAと改称)隣り
- 大井町店 （東急大井町線、ガード下）
- 白楽店 （東急東横線白楽駅、六角橋商店街内）
- 大森北口店 （JR京浜東北線 大森駅北口（山王側出口）正面 現在のイエローカメラ隣り）
- 大森アーケード店 （JR京浜東北線 大森駅 ミルパアーケード街内 現在は同社経営の七輪焼肉安安として営業している）
- 池尻大橋店 （国道246号線沿い、東京三菱銀そば）
- 三軒茶屋店 （すずらん通り、餃子の王将隣り）
- 登戸店
- 百合ヶ丘店
- 高津店
- 新城店（川崎市中原区）

沖縄地区
- 開南店 （那覇高校近く、開南交差点付近）
- 松山店 （沖縄県那覇市　松山交差点そば）
- 曙町店 （沖縄県那覇市曙）
- 沖大前店

## 七輪焼肉安安
七輪焼肉安安（しちりんやきにくあんあん）は、株式会社富士達が展開する焼肉チェーンストアである。店舗数は直営店が148店舗、FCが10店、「七輪焼肉Big安」直営店が1店舗(2019年8月1日現在)。
単品での価格上限を税抜490円に設定する。肉もアルコールも税抜300円未満のメニューがあるなど低価格設定であるが、その代わりに有料で網の交換（1回税抜50円）、カットレモン（2切、税抜50円）などの価格設定もしている。